# Xã White, Quận Beaver, Pennsylvania
Xã White (tiếng Anh: White Township) là một xã thuộc quận Beaver, tiểu bang Pennsylvania, Hoa Kỳ. Năm 2010, dân số của xã này là 1.394 người.